# Masarapadi, Madhugiri
Masarapadi là một làng thuộc tehsil Madhugiri, huyện Tumkur, bang Karnataka, Ấn Độ.